# Physotrichia atropurpurea
Physotrichia atropurpurea är en flockblommig växtart som först beskrevs av C.Norman, och fick sitt nu gällande namn av John Francis Michael Cannon. Physotrichia atropurpurea ingår i släktet Physotrichia och familjen flockblommiga växter. Inga underarter finns listade i Catalogue of Life.